# هفته وحدت اسلامی
هفتهٔ وحدت اسلامی یا هفتهٔ وحدت در ایران به فاصلهٔ میان ۱۲ ربیع‌الاول که سالگرد تولد محمد مصطفی بنا بر روایات اهل سنت و برخی از شیعیان است تا ۱۷ ربیع‌الاول که تاریخ ولادت او بنا بر روایات موجود در شیعه است. فکر شکل‌گیری هفتهٔ وحدت برای نخستین‌ بار به پیشنهاد حسینعلی منتظری و موافقت و فرمان روح‌الله خمینی رهبر انقلاب اسلامی ایران، این بازهٔ زمانی به عنوان هفتهٔ وحدت اسم گذاری شد.
مجمع جهانی تقریب مذاهب اسلامی هر ساله در هفتهٔ وحدت، اقدام به برگزاری گردهمایی بین‌المللی وحدت اسلامی می‌کند.

## شکل‌گیری و نام‌گذاری
ایدهٔ شکل‌گیری هفتهٔ وحدت و جشن‌گرفتن مشترک شیعه و سنی در آن برای نخستین‌بار پیش از انقلاب به پیشنهاد سید علی خامنه‌ای در دوران تبعیدش به شهر ایرانشهر سیستان و بلوچستان مطرح و اجرا شد. خامنه‌ای در خاطراتی که از دوران تبعید پیش از انقلابش به سیستان و بلوچستان بیان می‌کند، ماجرا را اینگونه بیان می‌کند: 
من خودم در بلوچستان تبعید بودم … دستگاه‌ها نمی‌خواستند بگذارند تلاشی از سوی ما انجام بگیرد؛ اما در عین حال ما گفتیم بیایید کاری کنیم که یک نشانه‌ای از اتحاد شیعه و سنی را در این شهر نشان بدهیم؛ که این مسئلهٔ هفتهٔ وحدت - ولادت نبی اکرم در دوازدهم ربیع‌الاول به روایت اهل سنت، و در هفدهم ربیع‌الاول به روایت شیعه - آن روز به ذهن ما رسید و در ایرانشهر آن را عمل کردیم؛ یعنی از دوازدهم تا هفدهم جشن گرفتیم.
پس از پیروزی انقلاب نیز، حسینعلی منتظری، با نوشتن نامه‌ای به عبدالمجید معادیخواه، وزیر وقت فرهنگ و ارشاد اسلامی پیشنهاد می‌دهد فاصلهٔ زمانی میان روایت اهل سنت و روایت شیعیان از ولادت پیامبر اسلام، به عنوان «هفتهٔ وحدت» نامگذاری شود.